# Князь Варшавський
Князь Варшавський (пол. Książę warszawski) — спадковий титул правлячих осіб Варшави і Варшавського удільного князівства (пол. Księstwo warszawskie) Мазовецького князівства, 1310 по 1526 роки. Князями Варшавськими були представники Мазовецької гілки П’ястів, нащадки Болеслава II Мазовецького. Поява Варшавського удільного князівства була обумовлена процесами феодального дрібнення Мазовецького князівства, а також середньовічної Польщі взагалі. Першим в уділ отримав Варшаву (а також Лів) син Болеслава II, Земовит II Мазовецький.
Також аристократичний почесний титул «найяснішого князя Варшавського», було надано російському генерал-фельдмаршалу Паскевичу Івану Федоровичу, представнику української козацької родини Паскевичів за придушення Польського визвольного повстання 1830—1831 років. Титул мав передаватися в спадок, але у 1903 році князівська гілка родини згасла.

## Мазовія

### Історія титулу

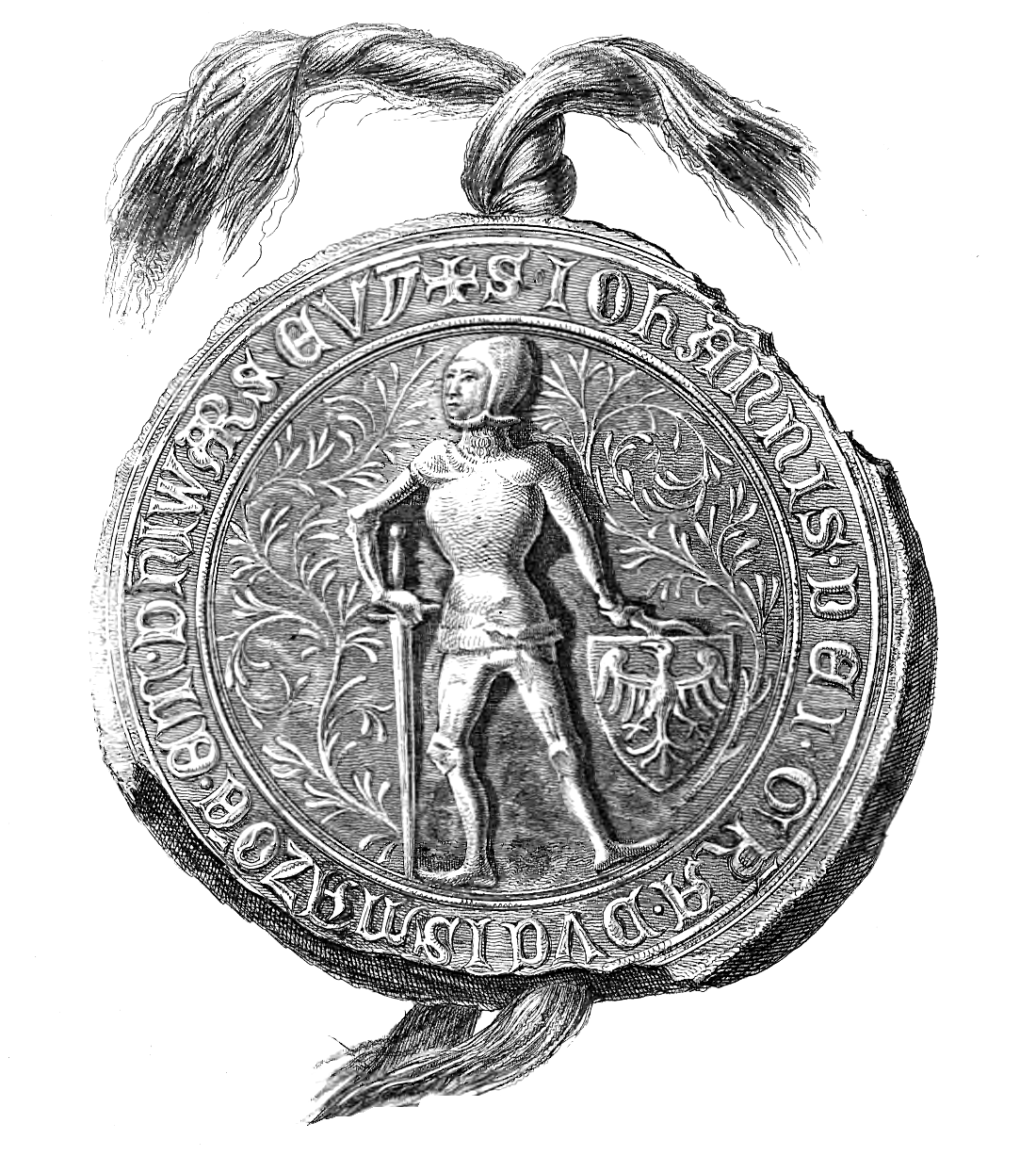
Печатка князя Варшавського Януша I Старшого

У XII столітті Польська держава П’ястів  фактично розпадається на декілька удільних князівств, під владою представників династії. У 1138 році, після смерті польського князя Болеслава III Кривовустого князівство було поділено на п’ять частин, де при владі були представники родини померлого князя. Одним з новоутворених князівств стало Мазовецьке князівство зі столицею у Плоцьку, очолив яке Болеслав IV Кучерявий, нащадки якого ( Мазовецькі П’ясти) стали правити у Мазовії. Князь Болеслав II Мазовецький (1251-1313) у 1310 році виділив своєму сину Земовиту уділ з центром у Варшаві, зробивши його першим з князів Варшавських. Після смерті Болеслава II Мазовецького у 1313 році розпадається на декілька удільних князівств. З 1413 року Варшава стає головним містом Мазовії. Після смерті Януша III князя Мазовецького, Варшавського і Черського у 1526 році мазовецька гілка П’ястів перервалася, а саме Мазовецьке князівство ввійшло до Польського королівства утворивши Мазовецьке воєводство.

### Перелік князів Варшавських
- 1310-1313 Земовит II (1283 —1345) — удільний князь Варшавський (1310-1313),  Равський (1313-1345), Ломжинський (1313-1345), Візненський (1313-1345). Старший син князя Болеслава II Мазовецького, ще за життя батька отримав в уділ Варшаву (втратив після смерті батька у 1313 році).
- 1313-1341 Тройден I (1284/86–1341) — удільний князь Сохачевський (1310-1341), Черський (1310-1341), Лівський (1313-1341), Варшавський (1313-1341). В 1336-1340 роках регент у Плоцьку. Син князя Болеслава II Мазовецького, ще за життя батька отримав в уділ Сохачев та Черськ. Після смерті батька прибрав до себе уділ брата Земовита II (Варшаву та Раву).
- 1341-1355 Казимир I Варшавський (1320/31–1355) — удільний князь Варшавський (1341-1355), Черський (1341-1349),  Равський (1345-1349). Син князя Тройдена I, до 1349 року правив сумісно з братом Земовитом III. Після смерті дядька, Земовита II Равського у 1345 році брати отримали  Раву. Після поділу князівства у 1349 році отримав Варшаву.
- 1341-1349, 1355-1373/74 Земовит III Мазовецький (1320 —1381) — удільний князь Варшавський (1341-1349, 1355-1373/74), Черський (1341-1373/74),  Равський (1345-1381), Візненський (1370-1381), Плоцький (1370-1381). Син князя Тройдена I, до 1349 року правив сумісно з братом Казимиром I Варшавським. Після смерті дядька, Земовита II Равського у 1345 році брати отримали  Раву. Після поділу князівства у 1349 році отримав Черськ, Раву. Після смерті короля Казимира III у 1370 році став князем у Плоцьку, Вишоґруді, Закрочимі, Візні.
- 1373/74-1429 Януш I Старший (Варшавський) (1346–1429) — удільний князь Варшавський (1373/74-1429), також князь Підляшшя (1391-1429). Син князя Земовита III.
- 1429-1454 Болеслав IV Варшавський (1421–1454) — удільний князь Варшавський (1429-1454), Черський (1429-1454), Цеханувський (1429-1454), Ломжанський (1429-1454), князь Підляшшя (1440-1444). Син Болеслава III Янушевича, онук та спадкоємець князя Варшавського і Черського Януша I Старого.
- 1454-1488 Болеслав V Варшавський (1453–1488) — удільний князь Варшавський (1454-1488), Черський (1454-1471), Цеханувський (1454-1471), Плоцький (1462-1471), Візненський (1462-1471). Син князя Болеслава IV Варшавського. Після смерті батька у 1454 році сумісно з братами Конрадом, Казимиром та Янушем володів батьківською спадщиною (після смерті князів Земовита VI та Владислава II отримали також Плоцьк, Візну та Плонськ). У 1471 році при поділі спадщини між братами отримав Варшаву, Нур, Ружан.
- 1454-1471 Казимир III Плоцький (1449–1480) — удільний князь Варшавський (1454-1471), Черський (1454-1471), Плоцький (1462-1475), Візненський (1462-1475). Єпископ Плоцький (1475-1480). Син князя Болеслава IV Варшавського. Після смерті батька у 1454 році сумісно з братами володів батьківською спадщиною. У 1471 році при поділі спадщини між братами отримав Плоцьк, Візну, Вишогруд та Плонськ.
- 1455-1471 Януш II Плоцький (1455–1495) — удільний князь Варшавський (1455-1471), Цеханувський (1455-1495), Плоцький (1462-1471, 1475-1495), Візненський (1475-1495). Син князя Болеслава IV Варшавського. Після смерті батька у 1454 році сумісно з братами володів батьківською спадщиною. У 1471 році при поділі спадщини між братами отримав Цеханув, Ружан, Ломжу.
- 1454-1471, 1489-1503 Конрад III Рудий (1448–1503) — удільний князь Варшавський (1454-1471, 1489-1503), Цеханувський (1454-1471), Черський (1454-1503), Плоцький (1462-1471), Візненський (1462-1471). Князь Мазовецький (1489-1503). Син князя Болеслава IV Варшавського. Після смерті батька у 1454 році сумісно з братами володів батьківською спадщиною. У 1471 році при поділі спадщини між братами отримав Черськ та Лів.
- 1503-1524 Станіслав Мазовецький (1500–1524) — удільний князь Варшавський (1503-1524), Черський (1503-1524). Князь Мазовецький (1503-1524). Син князя Конрада III Рудого. Правив сумісно зі своїм братом Янушом.
- 1503-1526 Януш III Мазовецький (1502–1526) — удільний князь Варшавський (1503-1526), Черський (1503-1526). Князь Мазовецький (1503-1526). Син князя Конрада III Рудого, правив сумісно зі своїм братом. Останній князь Мазовецький, а також удільний князь Варшавський. Останній з Мазовецької гілки П’ястів.

## Російська імперія

### Історія титулу

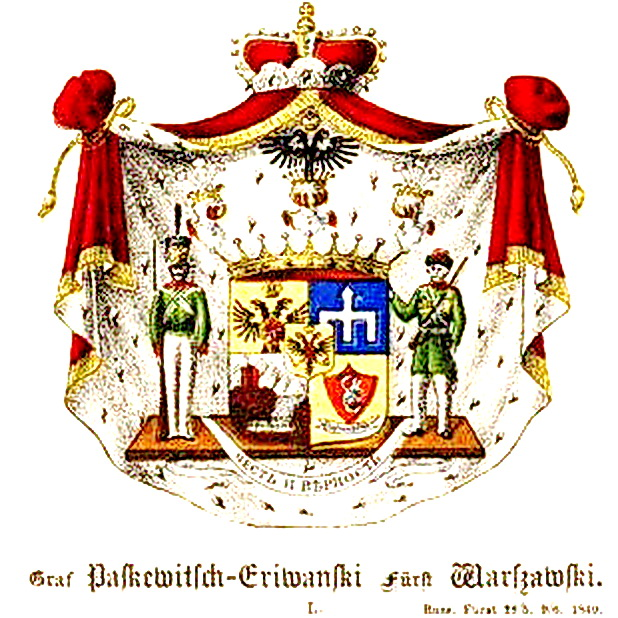
Герб найяснішого князя Варшавського Івана Федоровича Паскевича

Герб Варшави, який увійшов до гербу Паскевичів як князей Варшавських

У 1830 році у Царстві Польському та Західному краї починається Польське визвольне повстання проти Російської імперії. З 1831 року керував придушенням повстання генерал-фельдмаршал Паскевич Іван Федорович. У серпні 1831 році він захоплює Варшаву де знаходилися основні сили повстанців, після цього повстання зійшло нанівець. За цю перемогу Паскевич (який вже з 1828 року мав графський титул Паскевича-Еріваньського) 4 (16) вересня отримує від російського імператора титул найяснішого князя Варшавського. 
Іван Федорович був представником української козацької родини  Паскевичів, представники якої інтегрувалися у XVIII столітті до російського дворянства. Князівська гілка роду була внесена до V частини Родовідної книги Санкт-Петербурзької губернії . У 1903 році князівська гілка Паскевичів перервалася зі смертю сина Івана Федоровича.

### Герб Паскевичей як найясніших князей Варшавських
Князівський герб (1831) був побудований на основі  старого графського герба, який в свою чергу побудований на основі старого герба Паскевичей (різновид гербу «Радван” )
Щит поділено на чотири частини, у верхній правій частині щита, у золотому полі ображено чорного двоголового орла, увінчаного короною, на грудях якого у червоному полі вершник; ліворуч у блакитному полі зображення «постаменту», як старовинного гербу Паскевичей; знизу праворуч у срібному полі башта з руїнами фортеці, яка зазначає взяття цієї фортеці, нижче якої напис Ерівань; знизу ліворуч зображена сирена з піднятим мечем у правій руці, у лівій руці сирена тримає щиток з зображенням гербу Царства Польського, знизу якого напис: Варшава. Всередині цих частин гербу знаходиться малий щиток, де на червоному полі зображено увінчаного короною чорного двоголового орла. Зверху щита розташована графська корона, зверху якої розташовуються три шоломи з золотими обручами, середній з них також увінчаний графською короною, на поверхні якої чорний двоголовий орел з розпростертими крилами, який має над головами корону; інші шоломи увінчані дворянськими коронами з страусовим пір’ям. Праворуч від щита стоїть гренадер, ліворуч вояк у кавказькому одязі. Під щитом девіз: «Честь та вірність». 
Постаментом названо Радван, як на гербі дворянського роду, але який був розташований на блакитному полі (у дворян Паскевичів на золотому).  На князівському гербу також з’явилася «сирена», що є Варшавською русалкою, символом Варшави.
Пізніше з’являється ще один опис князівського герба. Щит поділений на чотири частини зі щитком усередині. У першій, золотої, частині імператорський орел, який несе на грудях Московський герб, в оточенні ланцюгу ордена святого апостола Андрія. У другій, лазуровій, частині срібна корогва на трьох хрест-навхрест покладених прапорах Орловського князя Варшавського полку. У третій, срібній, частині червоні з золотими швами баштою, прикрашену червоним півмісяцем,  рогами догори (як згадка про взяття Ерівані ). В четвертій, червоній частині, срібна з золотим хвостом сирена, озброєна золотим вигнутим мечем та червоним з золотою облямівкою щитом, прикрашеним орлом Царства Польського (як пам'ять о взятті Варшави). В середньому, золотому щиті, Імператорський орел, який має на грудях герб Москви та оточений ланцюгом ордена святого апостола Андрія. Нашоломники: середній – імператорський орел, з Московським гербом на грудях, та в оточенні орденського ланцюга. Другий та третій – три страусових пера, середнє срібне, крайні лазурові. Обабіч від щита стоять гренадер, та вояк у кавказькому одязі. Під щитом девіз: «Честь та вірність», срібними літерами на лазуровій стрічці.
На цьому гербі, старий герб Паскевичей, фігурує як «корогва», а сам він був доповнений прапорами полку названому на ім’я Івана Федоровича Паскевича.
Дані про герби Паскевичів, взяти з «Малоросійського гербовника» Модзалевського В.Л..

### Перелік найясніших князів Варшавських
- Іван Федорович Паскевич (1782-1856) — генерал-фельдмаршал, найясніший князь Варшавський (з 1831), граф Еріваньський (з1828), намісник Царства Польського (з 1831).
- Федір Іванович Паскевич (1823-1903) — генерал-лейтенант, найясніший князь Еріваньський і Варшавський.